# 圣塞巴斯蒂安 (德国)
圣塞巴斯蒂安是德国莱茵兰-普法尔茨州的一个市镇。总面积2.88平方公里，总人口2497人，其中男性1206人，女性1291人（2011年12月31日），人口密度867人/平方公里。